# Psychopsis barnardi
Psychopsis barnardi is een insect uit de familie van de Psychopsidae, die tot de orde netvleugeligen (Neuroptera) behoort. 
Psychopsis barnardi is voor het eerst wetenschappelijk beschreven door Tillyard in 1925.